# ديان إيفانوفيتش
ديان إيفانوفيتش هو لاعب كرة قدم صربي في مركز الهجوم، ولد في 8 نوفمبر 1994 في فوكوفار في كرواتيا. لعب مع FK ŽAK Kikinda ‏.